# کیم بیول آه
کیم بیول آه (Kim Byeol-ah) (متولد ۱۹۶۹) نویسنده کره جنوبی است.
او اهل شهر ساحلی گانگونگ در استان گانگوئون است. او کار خود را به عنوان نویسنده در سال ۱۹۹۳ آغاز کرد.
کیم از طریق توصیف روان‌شناسی‌های فردی که از وجود و سرنوشت در شرایط اجتماعی غم‌انگیز رنج می‌برند، دنیای ادبی ثابتی را می‌سازد که متعلق به خودش است.

## جوایز
- جایزه ادبی Cheongnyeon Simsan (1991)
- جایزه ادبی Segye Ilbo (2005)

داستان‌های کوتاه
- قبیله رؤیاها (Kkum-ui bujok 2002)

رمان‌ها
- پورنوگرافی در قلب من (Nae maeum-ui poreunogeurapi 1995)
- تجربه شخصی (Gaeinjeok cheheom)
- جنگ فوتبال/جنگ فوتبال (Chukgujeonjaeng)
- Mishil (2005)
- خداحافظ برای همیشه (Yeongyeongibyeol yeongibyeol 2005)
- Nongae 1.2 (2007)
- باک بیوم
- عشق پرشور (Yeolae)
- رنگین کمان (Chaehong)
- گل آتش (Bul-ui kkot)